# Renato Panciera
Renato Panciera (Pieve di Cadore, 8 aprile 1935 – Pieve di Cadore, 15 agosto 2001) è stato un velocista italiano.

## Biografia
Ha partecipato nel 1960 ai XVII Giochi olimpici estivi disputati a Roma. In quell'occasione Panciera si qualificò quarto in semifinale con la staffetta 4x400m. Nel 1958 era stato campione italiano nella stessa disciplina.

## Campionati nazionali
1955
- Bronzo ai campionati italiani, 400 m piani - 49"4